# بنای یادبود دئوک
بنای یادبود دئوک (انگلیسی: Dżok Monument) دئوک نام سگی از نژاد مختلط سیاه رنگ است که برای تمام سال (۱۹۹۰–۱۹۹۱) بیهوده در روندو گرونوالدزکیه در کراکوف، لهستان منتظر بود تا توسط صاحبش که در آنجا مرده بود، به خانه بازگردانده شود. بنای تاریخی واقع در بلوار چروینسکی در نزدیکی رودخانه ویستولا در کراکوف، بر این اساس ساخته شده‌است.

## تاریخچه
برخی تاریخچه ای سگ را یکی از افسانه‌های کراکوف می‌دانند. در این داستان در مورد سگی صحبت می‌شود - یک دورگه سیاه - که صاحبش در شرایط غم‌انگیز بر اثر حمله قلبی در نزدیکی دوربرگردان گرونوالد درگذشت. سگ آنجا منتظر صاحبش بود و توسط ساکنان کراکوف تغذیه شد که شگفتی و همدردی را برانگیخت. پس از حدود یک سال انتظار، او مالک جدیدی به نام ماریا مولر (بیوه ولادیسلاو مولر) را پذیرفت. این زن در سال ۱۹۹۸ مرد، حیوان فرار کرد و با پرسه زدن در اطراف منطقه راه‌آهن، زیر چرخ‌های قطار در حال حرکت مرد.